# لحيمر القبلي (حورة)
'

تعديل مصدري - تعديل

لحيمر القبلي هي إحدى قرى عزلة حوره بمديرية حورة التابعة لمحافظة حضرموت، بلغ تعداد سكانها 210 نسمة حسب تعداد اليمن لعام 2004.